# Космічний легіон (роман)
«Космічний легіон» (англ. The Legion of Space) — фантастичний роман американського письменника Джека Вільямсона. Написаний 1934, вперше опублікований частинами в журналі фантастики Astounding Science Fiction. Пізніше був відредагований і 1947 вийшов у видавництві Fantasy Press у кількості 2.970 копій. Книжковий варіант відрізняється відсутністю кінцівок частин роману, що в журнальних виданнях загострювали сюжет. У романі стисло описується майбутня історія людства і зіткнення землян з високорозвиненою інопланетною расою медузійців, які намагаються захопити Землю. Вільямсон використовує ідею сюжету Олександра Дюма про пригоди чотирьох товаришів, службовців однієї організації. Персонаж роману Жиль Хабібула став прообразом для деяких фантастичних героїв інших письменників, зокрема Ніколаса Ван Рійна американського письменника Пола Андерсона.

## Сюжет
Пролог: Літній ветеран Джон Дельмар розповідає своєму лікарю про дивні видіння майбутнього, які відвідують його. Він заявляє, що переживає враження різних людей з майбутнього і на основі цих «спогадів» розповідає лікарю про майбутню історію. Людство відкриє міжпланетні польоти і буде засновувати поселення на різних планетах Сонячної системи. Сім'я його нащадків Ульнарів, які стали багатими магнатами, знищить земну демократію, проголосивши Пурпурову імперію. Її, своєю чергою, скине купка вчених, проголосивши демократію Зеленого Холу, яку буде охороняти Космічний легіон. Капітану Еріку Ульнару вдається зробити міжзоряний політ до зорі Барнарда. Повернувшись Ерік приносить на Землю жах і загибель… Після смерті Дельмара, яку він сам передбачив з точністю до хвилини, доктор вирішує опублікувати його записи.
Роман: Молодий випускник Академії Легіону Джон Стар отримує дуже відповідальне завдання з охорони дівчини, що володіє абсолютною зброєю під назвою АККА. Разом зі своїм родичем Еріком Ульнаром, Джон Стар летить у віддалений форт на Марсі. Увечері поряд з фортом висаджується інопланетний корабель. Дівчина Аладорі Антар звинувачує Ульнара в зраді і розповідає Стару, що її предок, політв'язень Чарльз Антар розробив теорію і зібрав пристрій, за допомогою якого, не виходячи з камери знищив охорону і змусив відректися імператора. Тепер його нащадки є хранителями цієї таємниці. Вночі таємнича істота вбиває командира гарнізону. За наказом Ульнара Стар бере під варту трьох вірних людей Аладорі: легіонерів Джея Калама, Хала Самду і Жиля Хабібулу. Коли Стар викриває Ульнара, той заявляє про свій намір повалити демократію за допомогою своїх союзників-медузійців з Зірки-що-Тікає і відвозить Аладорі на інопланетному кораблі своїх союзників. Прибуває корабель Легіону і відвозить Стара і трійку легіонерів.
Командир Легіону Адам Ульнар пропонує Пурпуровий трон Стару, але той відмовляється. Йому і його товаришам вдалося втекти з в'язниці і захопити флагман Легіону «Пурпурову мрію» разом з самим Адамом Ульнаром. Вони вирушають на Зірку-що-Тікає, щоб врятувати Аладорі. Адам Ульнар вступає в переговори з медузійцями і розуміє, що вони обдурили Еріка і хочуть захопити всю Землю. Корабель падає в море на чужій планеті. Четвірка відважних легіонерів спливає з дна. Залишившись без нічого, вони перетинають Чорний континент, проникають в місто медузійців і викрадають Аладорі. Для збірки апарата їй потрібен шматок заліза, якого немає на планеті. Джон Стар знову захоплює «Пурпурову мрію», герої повертаються назад на Землю, підкорену бомбардуванням газовими бомбами медузійців. Аладорі збирає свою зброю і знищує флот медузійців і базу загарбників на Місяці, разом з самим Місяцем. Зелений Хол доручає її подальшу охорону Джону Стару.